# Egedy Elemér
Egedy Elemér, teljes nevén Egedy József Elemér (Abony, 1902. május 5. – Budapest, 1977. május 2.) belgyógyász, egyetemi magántanár, az orvostudományok kandidátusa (1964–1966), Egedy Lehel (1939–2003) jogász, ügyvéd apja.

## Élete
Egedy József földműves és Egedy Veronika fiaként született. Testvére Egedy Sándor (1919–1994) belgyógyász, gasztroenterológus. Középiskolai tanulmányait a ceglédi Kossuth Lajos Főgimnáziumban végezte, majd a budapesti Pázmány Péter Tudományegyetem Orvostudományi Karának hallgatójaként 1926-ban általános orvosi oklevelet szerzett. 1926–1927-ben a III. sz. Belklinika díjtalan gyakornoka, majd 1937-ig egyetemi tanársegéde. 1929-ben kórszöveti és kórvegyi vizsgálatok témakörben laboratóriumi szakorvosi vizsgát tett. 1937 és 1943 között a Pázmány Péter Tudományegyetem (1951-től Budapesti Orvostudományi Egyetem) I. sz. Sebészeti Klinika belgyógyász főorvosa és laboratóriumvezető egyetemi tanársegéde, 1943 és 1949 között egyetemi magántanára, 1949 és 1957 között újból egyetemi tanársegéde, 1957-től 1966-ig egyetemi docense. 1943-ban a műtéti előkészítés és utókezelés című tárgykörben magántanárrá habilitálták. 1966-ban fiával együtt kémkedés vádjával letartóztatták, és 9 év szabadságvesztésre ítélték. Ugyanebben az évben megvonták tőle kandidátusi fokozatát. 1972-ben kedvezménnyel szabadult.
Felesége Udiczky Adrienn Márta Mária (1908–?) volt, Udiczky Péter és Kiss Gizella lánya, akivel 1932. október 22-én Budapesten, a Józsefvárosban kötött házasságot.

## Főbb művei
- A synthalin hatása a gyomor motilitására és secretios mechanismusára. Györgyi Gézával. (Orvosi Hetilap, 1929)
- Az influenzával kapcsolatos szívbántalmakról. – A légembolia okozta szívelváltozások kimutatása electrocardiographiai úton. Dudits Andorral, Radnai Pállal. – Szénhidrátmentes liszttel végzett klinikai vizsgálatok cukorbetegeken. (Orvosi Hetilap, 1933)
- Az arteria coronaria keringés kísérleti electrocardiographiai vizsgálata. Kelemen L.-lel. (Korányi Sándor-emlékkönyv. Budapest, 1936)
- Az electrocardiographia az operatív szakmák szolgálatában. (Orvosképzés, 1936)
- Új eljárás a hypertonia kezelésére. (Orvosi Hetilap, 1936)
- A sympathicus idegrendszeren végzett műtétek kérdésének mai állása. (Magyar Orvos, 1937)
- Electrocardiographiai elváltozások vérvétel után. – A vérszegénység kezelése activált vassal. (Orvosi Hetilap, 1937)
- Az endarteriitis obliteransról. (Orvosképzés, 1937)
- Alkohol és májcirrhosis. Sivó Rudolffal. (A Magyar Belorvosok Egyesülete I. Nagygyűlésének referátumai. Budapest, 1937)
- A szívbetegek számának szaporodásáról. (Közegészségügyi Értesítő, 1937)
- A pajzsmirigy-túltengésben szenvedő betegek műtéti előkészítéséről és műtét utáni kezeléséről. (Orvosképzés, 1938)
- Az intrapericardialis nyomásfokozódás hatása a coronariakeringésre. – A tüdőverőér kísérleti elzárásának hatása a coronariakeringésre. – A coronariakeringés functionalis zavara. (Orvosi Hetilap, 1938)
- Végtagok vérkeringésének zavarai. (Közegészségügyi Értesítő, 1938)
- A szívkoszorúér elzáródás abdominalis alakjáról. – Vérkeringési szervek műtéti előkészítése és utókezelése. (Emlékkönyv Verebélÿ Tibor tanári működésének 25. évfordulójára. 1914–1939. Budapest, 1939)
- Hashártyagyulladás, illetve cardiovascularis rendszer elégtelenség képében lefolyó cukorbajos comáról. (A budapesti magyar kir. Pázmány Péter Tudományegyetem I. sz. Sebészeti Klinikájának dolgozatai. Bp., 1943)
- Műtéti előkészítés és utókezelés belorvosi szempontból. Monográfia. (A Magyar Orvosi Könyvkiadó Társulat Könyvtára. 184. Bp., 1943)
- Enteritis necrotisans. Sótonyi Gáborral, Szántó Tiborral. (Orvosi Hetilap, 1951. 45.)
- A vena portae leszorítása hypothermiában. Csillag Istvánnal, Jellinek Harryval. (Kísérletes Orvostudomány, 1954, angolul: Prevention of Portal Death by Means of Hypothermia. Acta Morphologica, 1954)
- Szívtamponáddal járó thoracoabdominalis szúrás. Drobni Sándorral. (Orvosi Hetilap, 1955. 47.)
- A splenectomia késői eredményei Werlhof-kórban. Szántó Tiborral. (Orvosi Hetilap, 1956. 29.)
- Adatok a műtéti előkészítés és utókezelés haladásához. (Emlékkönyve a Budapesti I. sz. Sebészeti Klinika 50 éves és Hedri Endre egyetemi tanárságának 10 éves évfordulójára. Budapest, 1959)
- Vascularis és cardinalis problémák öregkorban. (A gyakorló orvos könyvtára. A gerontológia elméleti és klinikai kérdései. Szerk. Haranghy László. Budapest, 1959)
- A szonda nélküli próbareggeli eredményének szerepe és jelentősége a chronikus gastritis röntgentüneteinek értékelésében. Zsebők Zoltánnal. (Orvosi Hetilap, 1959. 2.)
- A mellékvesekéreg-hormonok szerepe a sebészi gyakorlatban. (Magyar Sebészet, 1962)
- Niereninsuffizienz nach chirurgischen Eingriffen bei schweren Leber-, Gallen- und Pancreaserkrankungen. Többekkel. (Acta Chirurgica, 1962)
- Újabb eredmények a műtéti előkészítés és utókezelés terén. Kandidátusi értekezés. (Budapest, 1963). Megjegyzés: Az MTA–TMB Egedy Elemér kandidátusi fokozatát a NET 1963. évi 19. tvr. 22. §-a alapján megvonta (1966. jún. 24-én)